# のざききいこ
のざき きいこ（5月21日 - ）は、日本の女性声優、ナレーター、ディレクター、プロデューサー。株式会社サムスィング代表取締役。放送表現教育センター代表。声優学校Hyper Voice講師。
東京都出身。一時期、野崎 貴美子（のざき きみこ）名義で活動していた。

## 経歴・人物
全日空グランドホステスを経て、ナレーター、声優として活動。代表作として、『ドン・チャック物語』のララ役（第2話 - ）、『チャージマン研!』の渚先生役、『グロイザーX』のリタ役などがある。
1988年、株式会社サムスィングを設立。ナレーションの録音制作会社として自社スタジオを備え、2016年現在は、カーナビ（パナソニック株式会社）、給湯器（株式会社ノーリツ）、エアコン（株式会社富士通ゼネラル）、炊飯器（三菱電機）、IH調理器（三菱電機株式会社）などの家電ナレーションや、銀行ATM、官公庁や企業の自動音声案内、玩具、医療器具などの音声合成に携わっている。
また、企業、学校、官公庁などへ、話し方、ボイストレーニング、ナレーション、朗読など講師として研修や講演もおこなっているほか、自立や自己実現（後述）をテーマにした講演もおこなっている。
著書に、「仕事上手・つきあい上手になるための「品のある声・ものの言い方」」（同文舘出版）があり、ECサイトのAmazon.co.jpでは、「話し方・プレゼン」のジャンルで1位を獲得。
2009年2月25日付けの朝日新聞（朝刊）に記事が掲載された。
2013年8月、アメーバブログ上にブログ「のざききいこ公式ブログ」を開設。
2018年1月、著書「声と言葉のプロが教える伝わる話し方」（秀和システム）を出版。
2018年9月、ネットラジオ『のざききいこの「ことばのおやつ」』（HimalayaFM）配信開始。
2020年4月、ドラマティック・リーディングをコンセプトとした「（旧）放送表現教育センター」の事業を継承し、新たな「放送表現教育センター」の代表に就任。東京・神奈川・埼玉にて朗読教室を展開。

## エピソード
- 水泳が得意[9]。
- 幼少時に両親が離婚[10]し、父親の事業失敗で家族崩壊という環境[4]の中、母親に育てられた。離婚前の母親は良妻賢母で自慢だったが、離婚後は充分な能力を持ちながらも経済的な自立ができず（当時は女性が仕事を持つことが珍しかった[2]）、また、生きがいも見出せずにいた。のざきは、その母親の姿を見ているのがつらく、反抗的な感情を持ってしまっていた。「母のような生き方はしたくない」と幼いながらに思い、母を反面教師として「自分で自分の人生の志を立て、自分らしく生きていこう」[10]、「人生どこでどうなるか分からないから、経済的基盤を確立するためにも一生働いていこう」という人生哲学をもった[4]。のざきは、ブログで「この教訓がその後の私の人生を方向づける根っ子になった」と綴り[10]、インタビュー[2]では「ここから私は、女性が生きていくということの教訓を得たのかもしれません」と述べ、「自分で志をたてて生きていくことが大切である」ことを学んだという。なお、母親に対しては「とても母親には感謝しているんです。心から愛していると言えます」と同インタビューで語っている[2]。
- 全日空でグランドホステスをしていた頃、仕事は楽しかったが、年齢が上がるにつれて、先の見えている仕事は長く続けられないと感じ、「人生を賭けるにふさわしい仕事はないだろうか」と考え始めた[2]。全日空退社後、アナウンス学校へ2年間通い、フリーランスのナレーター・声優として踏み出し、アルバイト（デパートの子ども向けショーの進行役やナレーターコンパニオンなど）の傍ら、声優事務所やプロダクションなどへ自ら営業に出向く毎日を過ごした[2][11]。
- 株式会社サムスィング設立当時、女性が会社の起業をするのは難しい時代[2]であり、一晩で円形脱毛症になったり、体調不良の末にドクターストップを受けたりするほどの激務だった。スタッフがミスをした際、責任者として土下座をして謝罪をすることもあった[2]。その日々の中で、「今がどんなにつらくても、苦しくても、私には未来がある。（中略）一人でも生きていける強い人間になろう。一生働いていきたい」と自分に言い聞かせていた[2]。業務内容はナレーションの録音製作のほか、イベント事業部と呼ばれる部署があり[2]、人材管理に悪戦苦闘していた。後にナレーションの録音製作一本に業務を絞り、2018年現在で200社以上[12]と取引がある。

このような経験から、現在は声に関する講演だけではなく、自立や自己実現、自分らしく生きることをテーマにした講演もおこなっている。なお、YouTubeに投稿されている本人のプロモーションビデオで、その講演の一部が視聴できる。

## 出演
※太字はメインキャラクター。

### テレビアニメ
1974年
- チャージマン研!（渚先生）

1975年
- ドン・チャック物語（1975年 - 1976年、ララ〈〉）

1976年
- グロイザーX（リタ）
- 新ドン・チャック物語 (1976年 - 1978年 ララ〈〉、ミミ〈〉)

1977年
- 一発貫太くん（竹三郎、正平）

1978年
- ピンク・レディー物語 栄光の天使たち（ケイの母）
- ペリーヌ物語
- 星の王子さま（王妃ダイヤ）
- 未来少年コナン
- 無敵鋼人ダイターン3（美女たち）

1979年
- SUE CAT (スーキャット/パイロット版)(ラン)
- 赤毛のアン（生徒）
- 科学忍者隊ガッチャマンII（ルーク）
- ベルサイユのばら（アンドレ・グランディエ〈幼少期〉）
- まんが猿飛佐助（服部しのぶ）

1980年
- スーキャット（スーの母）
- 鉄腕アトム（第2作）（受付嬢）

1981年
- ドラえもん（テレビ朝日版第1期）

1982年
- 銀河烈風バクシンガー（ミレイ）
- 魔法のプリンセスミンキーモモ（第1作）（クレタ、ダン）

1983年
- 聖戦士ダンバイン（乳母）

1984年
- おこれ!!ノンクロ (パイロット版A/パイロット版B)(レミ)

1985年
- パーマン（レッドアイ、マーガレット姫、金髪の美女 他）

1986年
- 昭和アホ草紙あかぬけ一番!（子供時代の雪華）

### 吹き替え
- 足ながおじさん（サリー）
- アメリカン・ガールズ〜女のエアポート（パム）

### 特撮
1982年
- バッテンロボ丸（バッテンボーの声）

### ニュース
- 新・情報7daysニュースキャスター（2019年11月16日「7days特集」）

### バラエティ
- 着信御礼!ケータイ大喜利（2015年10月10日放送分、2016年7月31日放送分）
- ハマスカ放送部（2022年11月7日放送分）

### ラジオ
- 垣花正 あなたとハッピー！（2019年7月22日「ゲストコーナー」）

## 著書
- 仕事上手・つきあい上手になるための「品のある声・ものの言い方」（同文舘出版、2009年、ISBN 9784495582319）
- 声と言葉のプロが教える伝わる話し方（秀和システム、2018年、ISBN 9784798053158）